# Gare de Győrszabadhegy
La gare de Győrszabadhegy (en hongrois : Győrszabadhegy vasútállomás) est une gare ferroviaire hongroise de la ligne 11 de Győr à Veszprém, située sur le territoire de la Localité de Győr dans le comitat Győr-Moson-Sopron.
C'est une halte voyageurs de la Magyar Államvasutak (MÁV) desservie par des trains locaux.

## Situation ferroviaire
Établie à 114 mètres d'altitude, la gare de Győrszabadhegy est située au point kilométrique (PK) 6 de la ligne 11 de Győr à Veszprém (voie unique), entre les gares ouvertes de Győr-Gyárváros et de Nyúl, et également au PK 6 de la ligne 10 de Győr à Celldömölk, entre les gares de Győr-Gyárváros et de Ménfőcsanak felső.

## Service des voyageurs

### Accueil
Halte MÁV, c'est un point d'arrêt non géré (PANG) à accès libre.

### Intermodalité
Le stockage des vélos est possible à proximité et un parking pour les véhicules y est aménagé.